# Alfons Lauer

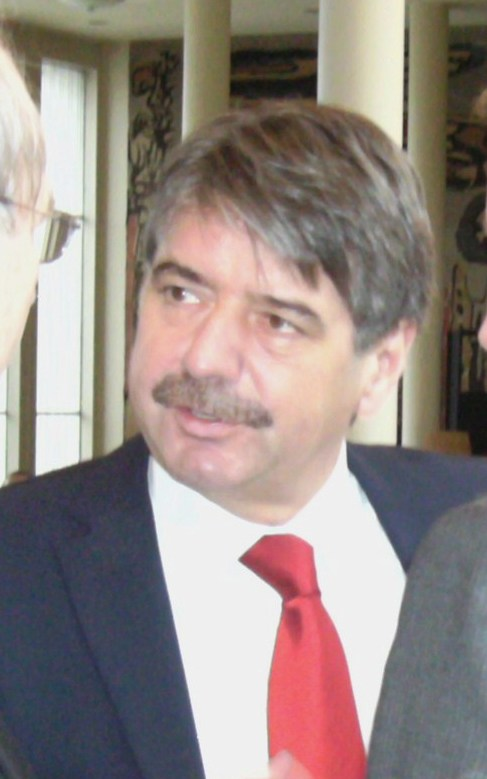
Alfons Lauer (2013)

Alfons Lauer (* 2. August 1957 in Beckingen; † 21. Januar 2015 in Saarbrücken) war ein deutscher Jurist und Kommunalpolitiker der SPD. Zwischen 1994 und 2013 war er Oberbürgermeister von Merzig.

## Leben
Lauer wurde als ältestes von drei Geschwistern der Eheleute Maria (geb. Dibos, 1929–2017) und Albert Lauer (19??–2002) in Beckingen geboren. Er besuchte die Volksschule in Beckingen und das Realgymnasium in Dillingen/Saar, wo er im Jahr 1979 Abitur machte. Anschließend studierte er Rechtswissenschaften. Nach dem Studium arbeitete Lauer zunächst als Richter am Amtsgericht Saarbrücken. 1989 wurde er SPD-Mitglied, 1991 wechselte er als Referatsleiter für Medienrecht und Finanzen in die Saarländische Staatskanzlei. Gleichzeitig promovierte er 1992 zum Dr. jur. Später übernahm Lauer die Leitung der saarländischen Forstverwaltung im Wirtschaftsministerium. 1994 wurde er zum Oberbürgermeister von Merzig gewählt und wurde zwei Mal in einer Direktwahl im Amt bestätigt. Zum 1. Januar 2014 wurde er Präsident des Sparkassenverbandes Saar. Lauer war in seiner Zeit als Merziger Oberbürgermeister Präsident des Saarländischen Städte- und Gemeindetages, Mitglied des Hauptausschusses des Deutschen Städtetages und war zwischen 2000 und 2013 stellvertretender Vorsitzender der SPD im Saarland.
Lauer wurde am 21. Januar 2015 tot in seiner Saarbrücker Wohnung aufgefunden. Die Polizei geht davon aus, dass der Hobbyjäger mit einer seiner eigenen Waffen Suizid begangen hatte. Lauer war verheiratet und hatte einen Sohn und zwei Töchter.

## Veröffentlichungen
- mit Joachim Burmeister: Die Bindung der Gemeinden an die Verdingungsordnung für Bauleistungen (VOB). Vahlen, München 1989, ISBN 3-8006-1360-3.
- Staat und Spielbanken: Rechtsfragen des Staatshandelns in einem Spannungsfeld zwischen Erwerbswirtschaft und Gefahrenabwehr. Dissertation. Müller, Jur. Verlag, Heidelberg 1993, ISBN 3-8114-1893-9